# Мілан Грушка
Мілан Грушка (словац. Milan Hruška; 26 квітня 1985, м. Топольчани, ЧССР) — словацький хокеїст, захисник. Виступає за ХК «Нітра» у Словацькій Екстралізі.
Вихованець хокейної школи ХК «Топольчани». Виступав за ХК «Топольчани», ХК «Нітра», ХК «Левиці», «Слован» (Братислава), «Ружинов-99» (Братислава), «Дукла» (Тренчин), «Млада-Болеслав».
У складі національної збірної Словаччини провів 8 матчів (1 гол). У складі молодіжної збірної Словаччини учасник чемпіонатів світу 2004 і 2005. У складі юніорської збірної Словаччини учасник чемпіонату світу 2003.
Чемпіон Словаччини (2008).